# Lanshan (Linyi)
Der Stadtbezirk Lanshan (chinesisch 兰山区, Pinyin Lánshān Qū) ist ein Stadtbezirk in der ostchinesischen Provinz Shandong. Er gehört zum Verwaltungsgebiet der bezirksfreien Stadt Linyi. Lanshan hat eine Fläche von 891 km² und zählt 1.159.181 Einwohner (Stand: Zensus 2010).

## Administrative Gliederung
Auf Gemeindeebene setzt sich der Stadtbezirk aus vier Straßenvierteln und sieben Großgemeinden zusammen. 